# Käku
Koordinaten: 58° 22′ N, 22° 29′ O
Käku ist ein Dorf (estnisch küla) auf der größten estnischen Insel Saaremaa. Es gehört zur Landgemeinde Saaremaa (bis 2017: Landgemeinde Lääne-Saare) im Kreis Saare.
Das Dorf hat 36 Einwohner (Stand 13. Dezember 2011).